# Campeonato Brasiliense de Futebol de 2015
O Campeonato Brasiliense de Futebol de 2015 foi a 57ª edição da principal divisão do futebol no Distrito Federal. A disputa ocorreu entre os dias 25 de janeiro e 2 de maio e foi organizada pela Federação Brasiliense de Futebol. O Samambaia, campeão da segunda divisão do ano anterior, desistiu de disputar a competição a um mês da sua realização. Com isso a competição foi realizada com 11 equipes.

## Regulamento
O Campeonato ocorreu em turno único, classificando-se os oito primeiros colocados para o mata a mata. O último colocado acabaria rebaixado. O campeão e o vice tiveram o direito de disputar a Copa do Brasil de 2016.

### Critérios de desempate
Para o desempate entre duas ou mais equipes segue-se a ordem definida abaixo 
1. Número de vitórias
2. Saldo de gols
3. Gols marcados
4. Número de cartões amarelos e vermelhos
5. Sorteio

## Participantes
| Equipe                          | Localidade    | Em 2014         | Estádio (mando)  | Capacidade | Títulos             |
| ------------------------------- | ------------- | --------------- | ---------------- | ---------- | ------------------- |
| Brasília Futebol Clube          | Brasília      | 2º              | Serejão          | 27 000     | 8 (último em 1987)  |
| Brasiliense Futebol Clube       | Taguatinga    | 3º              | Serejão          | 27 000     | 8 (último em 2013)  |
| Sociedade Esportiva Ceilandense | Ceilândia     | 10º             | Abadião          | 4 000      | 0 (não possui)      |
| Ceilândia Esporte Clube         | Ceilândia     | 7º              | Abadião          | 4 000      | 2 (último em 2012)  |
| Cruzeiro Futebol Clube          | Cruzeiro      | 2º (2ª divisão) | Ninho do Carcará | 1 000      | 0 (não possui)      |
| Bosque Formosa Esporte Clube    | Formosa (GO)  | 9º              | Diogão           | 6 000      | 0 (não possui)      |
| Sociedade Esportiva do Gama     | Gama          | 5º              | Bezerrão         | 20 000     | 10 (último em 2003) |
| Associação Atlética Luziânia    | Luziânia (GO) | 1º              | Serra do Lago    | 21 564     | 1 (último em 2014)  |
| Paracatu Futebol Clube          | Paracatu (MG) | 6º              | Frei Norberto    | 8 000      | 0 (não possui)      |
| Sociedade Esportiva Santa Maria | Santa Maria   | 8º              | Bezerrão         | 20 000     | 0 (não possui)      |
| Sobradinho Esporte Clube        | Sobradinho    | 4º              | Augustinho Lima  | 15 000     | 2 (último em 1986)  |

## Primeira Fase

### Resultados
|             | BRL | BRS | CEI | CDS | CRU | FOR | GAM | LUZ | PAR | STM | SOB |
| ----------- | --- | --- | --- | --- | --- | --- | --- | --- | --- | --- | --- |
| Brasília    |     | 1–1 | —   | —   | —   | 3–0 | —   | —   | 1–0 | 2–1 | 1–0 |
| Brasiliense | —   |     | 3–1 | 3–3 | —   | —   | —   | 1–0 | 2–1 | 1–0 | 0–1 |
| Ceilândia   | 1–1 | —   |     | —   | 1–1 | —   | 0–1 | —   | 3–0 | —   | 0–0 |
| Ceilandense | 0–2 | —   | 0–2 |     | —   | 0–1 | —   | —   | 1–1 | —   | —   |
| Cruzeiro-DF | 2–3 | 1–3 | —   | 1–0 |     | 1–1 | —   | —   | —   | 0–3 | —   |
| Formosa     | —   | 1–1 | 1–1 | —   | —   |     | 1–2 | —   | 2–0 | 1–1 | —   |
| Gama        | 1–0 | 0–0 | —   | 1–1 | 0–1 | —   |     | 1–0 | —   | 2–1 | —   |
| Luziânia    | 0–0 | —   | 0–2 | 4–0 | 1–0 | 3–0 | —   |     | —   | —   | 2–2 |
| Paracatu    | —   | —   | —   | —   | 1–0 | —   | 1–0 | 3–1 |     | 1–1 | —   |
| Santa Maria | —   | —   | 1–3 | 1–1 | —   | —   | —   | 1–3 | —   |     | 0–2 |
| Sobradinho  | —   | —   | —   | 3–0 | 0–0 | 0–1 | 0–2 | —   | 3–3 | —   |     |

Obs.: Para ler a tabela, a linha horizontal representa os jogos da equipe como mandante. A coluna vertical indica os jogos da equipe como visitante.

## Fase final
|  | Quartas-de-final | Quartas-de-final | Quartas-de-final | Quartas-de-final |   |             | Semifinais                | Semifinais                | Semifinais                | Semifinais                |  |      | Final                   | Final                   | Final                   | Final                   |  |  |
|  |                  |                  |                  |                  |   |             | 12 de abril a 19 de abril | 12 de abril a 19 de abril | 12 de abril a 19 de abril | 12 de abril a 19 de abril |  |      | 25 de abril e 2 de maio | 25 de abril e 2 de maio | 25 de abril e 2 de maio | 25 de abril e 2 de maio |  |  |
|  |                  |                  |                  |                  |   |             |                           |                           |                           |                           |  |      |                         |                         |                         |                         |  |  |
|  | Sobradinho       | 1                | 0                | 1                |   |             |                           |                           |                           |                           |  |      |                         |                         |                         |                         |  |  |
|  | Brasiliense      | 1                | 0                | 1                |   |             |                           |                           |                           |                           |  |      |                         |                         |                         |                         |  |  |
|  | Brasiliense      | 1                | 0                | 1                |   | Brasiliense | 0                         | 1                         | 1                         |                           |  |      |                         |                         |                         |                         |  |  |
|  |                  |                  |                  |                  |   | Brasiliense | 0                         | 1                         | 1                         |                           |  |      |                         |                         |                         |                         |  |  |
|  |                  | Gama             | 2                | 0                | 2 |             |                           |                           |                           |                           |  |      |                         |                         |                         |                         |  |  |
|  | Formosa          | Gama             | 2                | 0                | 2 | 1           | 1                         | 2                         |                           |                           |  |      |                         |                         |                         |                         |  |  |
|  | Formosa          |                  |                  |                  |   | 1           | 1                         | 2                         |                           |                           |  |      |                         |                         |                         |                         |  |  |
|  | Gama             | 0                | 2                | 2                |   |             |                           |                           |                           |                           |  |      |                         |                         |                         |                         |  |  |
|  | Gama             | 0                | 2                | 2                |   |             |                           |                           |                           |                           |  | Gama | 3                       | 1                       | 4                       |                         |  |  |
|  |                  |                  |                  |                  |   |             |                           |                           |                           |                           |  | Gama | 3                       | 1                       | 4                       |                         |  |  |
|  |                  | Brasília         | 0                | 0                | 0 |             |                           |                           |                           |                           |  |      |                         |                         |                         |                         |  |  |
|  | Luziânia         | Brasília         | 0                | 0                | 0 | 2           | 1                         | 3                         |                           |                           |  |      |                         |                         |                         |                         |  |  |
|  | Luziânia         |                  |                  |                  |   | 2           | 1                         | 3                         |                           |                           |  |      |                         |                         |                         |                         |  |  |
|  | Ceilândia        | 1                | 1                | 2                |   |             |                           |                           |                           |                           |  |      |                         |                         |                         |                         |  |  |
|  | Ceilândia        | 1                | 1                | 2                |   | Luziânia    | 1                         | 1                         | 2                         |                           |  |      |                         |                         |                         |                         |  |  |
|  |                  |                  |                  |                  |   | Luziânia    | 1                         | 1                         | 2                         |                           |  |      |                         |                         |                         |                         |  |  |
|  |                  | Brasília         | 1                | 1                | 2 |             |                           |                           |                           |                           |  |      |                         |                         |                         |                         |  |  |
|  | Paracatu         | Brasília         | 1                | 1                | 2 | 1           | 0                         | 1                         |                           |                           |  |      |                         |                         |                         |                         |  |  |
|  | Paracatu         |                  |                  |                  |   | 1           | 0                         | 1                         |                           |                           |  |      |                         |                         |                         |                         |  |  |
|  | Brasília         | 3                | 2                | 5                |   |             |                           |                           |                           |                           |  |      |                         |                         |                         |                         |  |  |

Em itálico, os times que possuem o mando de campo no primeiro jogo do confronto e em negrito os times classificados.

## Premiação
| Vice Campeão: | Terceiro colocado: | Quarto colocado: |
| ------------- | ------------------ | ---------------- |
| Brasília      | Brasiliense        | Luziânia         |